# An Elixir for Existence
Albums de Sirenia
At Sixes and Sevens
(2002) Sirenian Shores
(2004)
An Elixir for Existence est le deuxième album du groupe norvégien de metal symphonique Sirenia publié le 3 août 2004 par Napalm Records.

## Liste des chansons
Toute la musique est composée par Sirenia.
| No | Titre                                         | Durée |
| -- | --------------------------------------------- | ----- |
| 1. | Lithium and a Lover                           | 6:33  |
| 2. | Voices Within                                 | 6:52  |
| 3. | A Mental Symphony                             | 5:25  |
| 4. | Euphoria                                      | 6:35  |
| 5. | In My Darkest Hours                           | 6:04  |
| 6. | Save Me from Myself                           | 4:14  |
| 7. | The Fall Within                               | 6:48  |
| 8. | Star-Crossed                                  | 6:28  |
| 9. | Seven Sirens and a Silver Tear (instrumental) | 4:45  |